# Schloss Pohlwitz
Schloss Pohlwitz (polnisch Pałac w Pawłowicach Wielkich) ist ein Schloss in Pawłowice Wielkie (Pohlwitz) im Powiat Jaworski der Woiwodschaft Niederschlesien in Polen.
Schloss Pohlwitz zählt zu den besterhaltenen Renaissancebauten Schlesiens. Der Bau ist ein einfacher Rechteckbau, wobei über der Mitte der südlichen Längsseite Giebel dieselben Ausmaße und Formen hat wie die Giebel der Stirnseiten. Von den acht Achsen der Südseite gehören die drei rechten zu einem dreigeschossigen Bauteil, während der mittlere und linke Gebäudeteil nur zweigeschossig ist. Vermutlich war der linke Teil zu Wirtschaftszwecken bestimmt, der rechte zu Wohnzwecke, was dadurch belegt wird, dass sich an der östlichen Stirnseite zwei heimliche Gemächer befinden. An der Nordseite des Baus sind auch quergerichtete Anbauten.
Das Portal ist mit Pilaster und Zwickel geschmückt. Die Fenster sind reich umrahmt unter Verwendung des Karnies-motivs, von Sohlbänken und Verdachungen. Die Giebel sind horizontal geteilt und gestaffelt. Die Abschrägung ist durch gebrochene, geschweifte und C-förmige Voluten geformt. Am Ostgiebel findet sich ein Meisterschild mit der Jahreszahl 1586, daneben die Initialen MM. Der Westgiebel ist mit dem Datum 1584 versehen.
Im Jahr 1937 wurden die Giebel saniert. Den Zweiten Weltkrieg überstand das Schloss unversehrt. Als dessen Folge fiel es 1945 an Polen, ist heute aber in schlechtem Zustand.